# 駒岡駅
駒岡駅（こまおかえき）は、新潟県加茂市にあった蒲原鉄道（蒲原鉄道線）の駅。

## 歴史
- 1930年（昭和5年）7月22日：東加茂 - 村松間 (15.2 km) 延伸開業と同時に開業。
- 1985年（昭和60年）4月1日：加茂 - 村松間の廃線により廃駅となる。

## 駅構造
単式ホーム1面1線を有する地上駅。無人駅であった。

## 跡地
廃線後は市道が整備されたため、痕跡はほとんど残っていない。駅跡は、加茂市勤労青少年ホームのプール脇に位置する。

## 隣の駅
蒲原鉄道
蒲原鉄道線
東加茂駅 - 駒岡駅 - 狭口駅